# イトヒキギス
イトヒキギス(Sillaginopsis panijus)はキスの一種。ベンガル湾岸に生息する。平たい頭と長く伸びた背鰭が特徴。現地で漁獲され、食用・観賞用として取引される。

## 分類
Sillaginopsis属は単型であり、他の2属とともにキス科を構成する。
1822年、Francis Buchanan-HamiltonによってCheilodipterus panijusとして記載された。ホロタイプはガンジス・デルタ産。1861年、Theodore Gillは"Synopsis of the Sillaginoids"の中でキス科の分類を再編し、Sillaginopsis属が創設され学名はSillaginopsis panijusとなった。

## 分布
南アジア沿岸に分布する。ポンディシェリからコロマンデル海岸、ガンジス・デルタ、ミャンマー・マレーシア・稀にインドネシアでも確認されている。
沿岸の湾・三角江の泥底に生息する。幼魚は外敵を避けるため河川に進入する。

## 形態
形態から他のキス科魚類とはすぐに区別できる。頭部は強く縦扁し、眼は非常に小さい。第一背鰭は10棘で、第二棘の先端が長く伸びる。第二背鰭は1棘25-27軟条。尻鰭は2棘24-27軟条。側線鱗数は84-90、脊椎骨数は42。44cmまで成長する。
他のキス科魚類には鰾があるが、本種ではほぼ消失する。口は小さく、下顎が上顎より短く、最前方の2本の歯が他の歯より大きい。

## 生態
消化管内容物の分析から、小魚・甲殻類・藻類を食べることが示された。口が小さいため、餌の大きさは限られる。
西ベンガル州の標本から、固有の消化管寄生虫Dichelyne alataeを始めとした寄生虫が発見されている。
Krishnayya(1963)によるフーグリー川三角江での耳石を用いた年齢構成調査では、年2回、11-2月・8-9月に繁殖することが示された。稚魚はそれぞれ3-4月・12月に川を遡り、2-3か月過ごす。全長120mmで性成熟する。

## 人との関連
ベンガル湾沿岸・フーグリー川・ガンジス川デルタなどで漁網や延縄で漁獲される。重要種であるが、現地で消費されるため海外への輸出は少ない。稚魚は汽水性観賞魚として取引されることもある。